# Der Improvisator

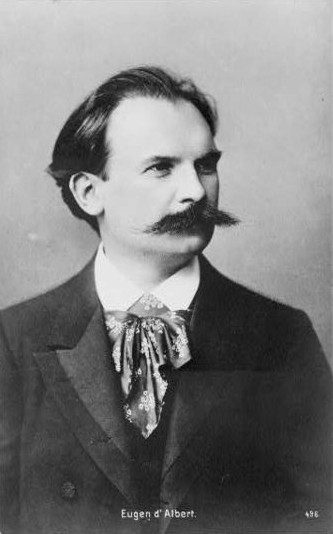
Eugen d'Albert

Der Improvisator (Improvisatören) är en opera i tre akter med musik av Eugen d'Albert och libretto av Gustav Kastropp. Den hade premiär den 26 februari 1902 på Staatsoper Unter den Linden i Berlin.

## Personer
- Greve Angelo Malepieri, Podestà i Padua (Baryton)
- Silvia, hans dotter (Sopran)
- Sesto, förvaltare (Baryton)
- Giovanna, tokan (Sopran)
- Cassio Belloni, Improvisatör (Tenor)
- Ruffo (Tenor)
- Blando (Bas)
- Kaptenen (Tenor)
- En vaktofficer (Bas)

## Handling
Padua dignar under oket från det venetianska herraväldet. Trycket från den insatte dogen Angelo Malepieri växer. Malepieri anar att han blivit ett offer för sitt eget system av spioner och angiveri. Under karnevalsfestligheterna låter han fängsla den av folket älskade improvisatören och sångaren Cassop Belloni, då han tror att denne är anstiftare till ett kommande uppror. Cassio är i själva verket den bannlyste sonen till den rättmätige dogen av Padua. I hemlighet har han förberett återtagande av staden. I fängelset får han veta av två venetianska spioner att De tios råd i Venedig redan har dömt Malepieri till döden. Cassio lyckas bli frigiven med hjälp av Silvia, dogens dotter. Kort därefter börjar upproret mot Venedig. Cassio lyckas rädda både Malepieri och hans dotter från folket i Pauda. Han låter nåd gå före rätt och väljer, såsom Paudas nye doge, Silvia till sin hustru.   

### Allmänna källor
- Eugen d'Albert: Der Improvisator. Oper in drei Akten. Libretto. Bote & Bock, Berlin 1902, (urn:nbn:de:hebis:30-1096857).
- Charlotte Pangels: Eugen d'Albert: Wunderpianist und Komponist. Eine Biographie. Atlantis, Zürich/Freiburg i. Br. 1981, ISBN 3-7611-0595-9.